# Sotos Point
Der Sotos Point (spanisch Punta Sotos) ist eine Landspitze von Greenwich Island im Archipel der Südlichen Shetlandinseln. Sie liegt am Südufer der Discovery Bay und begrenzt östlich die Montecinos Cove.
Wissenschaftler der 4. Chilenischen Antarktisexpedition (1949–1950) benannten sie nach Teilnehmern der Forschungsreise. Das UK Antarctic Place-Names Committee übertrug die Benennung 2005 ins Englische.